# Mordacia praecox
Mordacia praecox is een kaakloze vissensoort uit de familie van de zuidelijke topoogprikken (Mordaciidae). De wetenschappelijke naam van de soort is voor het eerst geldig gepubliceerd in 1968 door Potter.